# YIFY
YIFY Torrents o YTS era un grupo de lanzamiento peer-to-peer conocido por distribuir una gran cantidad de películas como descargas gratuitas a través de BitTorrent (ver infracción de derechos de autor ). Los lanzamientos de YIFY se caracterizaron por su calidad de video HD constante en un tamaño de archivo pequeño, lo que atrajo a muchos usuarios.
El sitio web original de YIFY / YTS fue cerrado por la Motion Picture Association of America en 2015; sin embargo, numerosos sitios web que imitan la marca YIFY / YTS aún reciben una cantidad significativa de usuarios. El nombre "YIFY" se deriva del nombre del fundador de Nueva Zelanda del sitio web, Yif tach Swer y .

## Historia
YIFY Torrents fue fundado por Yiftach Swery en 2010 mientras estudiaba informática en la Universidad de Waikato . Yiftach es un desarrollador de aplicaciones, desarrollador web y campeón de tiro con arco de Auckland, Nueva Zelanda . En agosto de 2011, la marca YIFY estaba ganando suficiente tráfico como para justificar el lanzamiento de un sitio web oficial, aunque finalmente fue bloqueado por las autoridades del Reino Unido . Se lanzó un sitio web de respaldo yify-torrents.im para que los usuarios eludan esta prohibición.
El nombre YIFY continuó generando visitas hasta el punto en que en 2013 'YIFY' fue el término más buscado en Kickass Torrents. Esta popularidad se mantuvo hasta 2015, cuando volvió a ser el término más buscado en los sitios web de BitTorrent .
En enero de 2014, Yiftach anunció que se retiraba de la codificación y mencionó que era 'hora de un cambio' en su vida. El sitio web cambió de nombre a YTS y se trasladó a un nuevo nombre de dominio en yts.re. "YTS" es una abreviatura de "YIFY Torrent Solutions". La administración se entregó al equipo existente de miembros del personal, y la codificación se delegó a un nuevo sistema automatizado llamado "OTTO" que manejaría las futuras codificaciones y cargas. Yts.re era propietario de una empresa con sede en el Reino Unido, constituida oficialmente el 5 de febrero de 2015, y Yiftach asumía el papel de "programador". La empresa se disolvió oficialmente en febrero de 2016. El sitio web fue reprogramado en febrero de 2015, como parte de una revisión del sitio para hacer frente al aumento del tráfico. El registro de FRNIC suspendió el nombre de dominio en marzo de 2015 como resultado de la presión legal y, como resultado, el sitio web se trasladó a un nuevo dominio yts.to antes del 20 de marzo de 2015.
En octubre de 2015, el sitio web de YIFY se cayó, sin noticias. Se confirmó el 30 de octubre de 2015 que YIFY / YTS se cerró de forma permanente. El sitio fue cerrado debido a una demanda de la Asociación Cinematográfica de Estados Unidos. Presentaron una demanda contra el operador del sitio web, acusándolo de "facilitar y alentar la infracción de derechos de autor". Esta noticia fue una sorpresa para algunos, como un portavoz de la Asociación de Pantallas de Nueva Zelanda que habría esperado que el sitio hubiera estado operando desde Europa del Este, el caso de algunos otros sitios web anteriores. Swery pudo llegar a un acuerdo extrajudicial un mes después, firmando un acuerdo de no divulgación. Yiftach no se resistió a las acciones legales de ninguna manera y cooperó con las autoridades cuando fue necesario. En un AMA de Reddit de 2016, Yiftach justificó este dicho de que nunca tuvo la intención de "pelear", y con frecuencia se decía a sí mismo "Cuando alguien te pide que te detengas correctamente, te detienes".

## Legado

### Clones no oficiales
Desde el cierre del YIFY oficial en 2015, muchos sitios web piratas comenzaron a usar el nombre YIFY de manera no oficial. Algunos sitios web afirmaron ser YIFY, mientras que otros simplemente usaron el nombre para fines no relacionados, como sitios de transmisión y repositorios de descarga de subtítulos, como "Subtítulos YIFY".
Un imitador en particular, YTS. AG, apareció muy rápidamente después del cierre de YIFY. El sitio web clon fue iniciado por el mismo grupo que creó un sitio web falso de EZTV . YTS. AG indexó todas las cargas antiguas de YIFY, mientras agregaba sus propias cargas bajo su propia marca. Han cambiado los nombres de dominio varias veces a lo largo de su vida útil y, a partir de junio de 2020, operan bajo el YTS. Nombre de dominio MX.
En mayo de 2020, el abogado Kerry Culpepper demandó a varios clones de YIFY / YTS por infracción de marca registrada . La empresa con sede en Hawái "42 Ventures LLC" registró varias marcas comerciales relacionadas con la piratería de películas y los torrents, incluido YTS, y se dirigió a los operadores de yts.ws, yts.ms, yst.lt, yts.tl, ytsag.me, yts .ae, ytsmovies.cc y yts-ag.com por usar la marca comercial (recientemente registrada) sin autorización . Más tarde, en junio, el operador de YTS. WS, con sede en Rusia, acordó pagar $ 200,000 en daños en relación con la demanda de marcas registradas.